# 12663 Björkegren
12663 Björkegren è un asteroide della fascia principale. Scoperto nel 1978, presenta un'orbita caratterizzata da un semiasse maggiore pari a 2,9130983 UA e da un'eccentricità di 0,0686238, inclinata di 1,07652° rispetto all'eclittica.